# Muzeum Ziemi Wydziału Nauk Geograficznych i Geologicznych UAM w Poznaniu
Muzeum Ziemi Wydziału Nauk Geograficznych i Geologicznych UAM w Poznaniu (zwana powszechnie Muzeum Ziemi) – jednostka Instytutu Geologii Wydziału Nauk Geograficznych i Geologicznych UAM, mieszcząca się przy ulicy Bogumiła Krygowskiego 10 w Poznaniu. Wstęp bezpłatny. 

## Historia
W 2009 roku przy Wydziale Nauk Geograficznych i Geologicznych UAM została założona pracownia Muzeum Ziemi. Pierwszym kierownikiem muzeum był dr Stanisław Koszela. W 2013 roku stanowisko kierownika zostało objęte przez dr Joannę Jaworską. 

## Zbiory
Placówka muzealna udostępnia kolekcję okazów mineralogicznych i paleontologicznych znajdujących się w Instytucie Geologii UAM. W skład wystawy wchodzą meteoryty kamienne i kamienno-żelazne (tzw. meteoryt Morasko), kolekcje agatów pochodzących z Dolnego Śląska oraz minerałów i skał. Od 2012 częścią muzeum jest Lapidarium UAM, podzielone na cztery główne działy: kamień w przyrodzie, kamień w architekturze i rzeźbie, kamień w budownictwie drogowym i kamień użytkowy.